# Torii Tadatsune
Torii Tadatsune (鳥居 忠恒, ,1604 - 07 de agosto de 1636), foi um samurai do Período Edo da História do Japão era filho de Torii Tadamasa; seu feudo revertido para o controle do shogunato (Tenryō) quando Tadatsune morreu sem um herdeiro .
| Precedido por Torii Tadamasa | Líder do Clã Torii 1628-1636 | Sucedido por Torii Tadaharu   |
| Precedido por Torii Tadamasa | Daimyō de Yamagata 1628-1636 | Sucedido por Hoshina Masayuki |